# Saint-Aubin, Pas-de-Calais
Saint-Aubin  is a commune in the tỉnh Pas-de-Calais, vùng Hauts-de-France, Pháp.

## Địa lý
Saint-Aubin có cự ly 5 mile (8 km) phía tây Montreuil-sur-Mer trên đường D144E1 road.

## Dân số
| 1962                                                         | 1968 | 1975 | 1982 | 1990 | 1999 | 2006 |
| ------------------------------------------------------------ | ---- | ---- | ---- | ---- | ---- | ---- |
| 113                                                          | 123  | 124  | 191  | 197  | 217  | 252  |
| Số liệu điều tra dân số từ năm 1962, dân số chỉ tính một lần |      |      |      |      |      |      |

## Địa điểm nổi bật
- Nhà thờ St.Aubin, thế kỷ 17